# Coupe d'Europe FIRA de rugby à XV 1952
Navigation
Tournoi européen FIRA 1938 Coupe d'Europe
FIRA 1954
La Coupe d'Europe FIRA de rugby à XV 1952 est organisée par la Fédération internationale de rugby amateur du 2 mars au 17 mai. La France, l'Italie, l'Allemagne, la Belgique et l'Espagne y participent. La France bat l'Italie en finale sur le score de 17 à 8.

## Tableau
|  | Demi-finales            | Demi-finales        |           |   | Finale               | Finale               |
|  | Demi-finales            | Demi-finales        |           |   | Finale               | Finale               |
|  |                         |                     |           |   |                      |                      |
|  | le 2 mars à Hanovre     | le 2 mars à Hanovre |           |   | le 27 avril à Padoue | le 27 avril à Padoue |
|  | le 2 mars à Hanovre     | le 2 mars à Hanovre |           |   | le 27 avril à Padoue | le 27 avril à Padoue |
|  | Allemagne               | 16                  |           |   | le 27 avril à Padoue | le 27 avril à Padoue |
|  | Allemagne               | 16                  |           |   | le 27 avril à Padoue | le 27 avril à Padoue |
|  | Belgique                | 9                   |           |   | le 27 avril à Padoue | le 27 avril à Padoue |
|  | Belgique                | 9                   | Allemagne | 6 |                      |                      |
|  | le 13 avril à Barcelone |                     | Allemagne | 6 |                      |                      |
|  |                         | Italie              | 14        |   |                      |                      |
|  | Espagne                 | Italie              | 14        | 0 |                      |                      |
|  | Espagne                 |                     |           | 0 |                      |                      |
|  | Italie                  | 6                   |           |   |                      |                      |
|  | Italie                  | 6                   |           |   |                      |                      |

## Super finale
(mt : 5-3)
Points marqués :

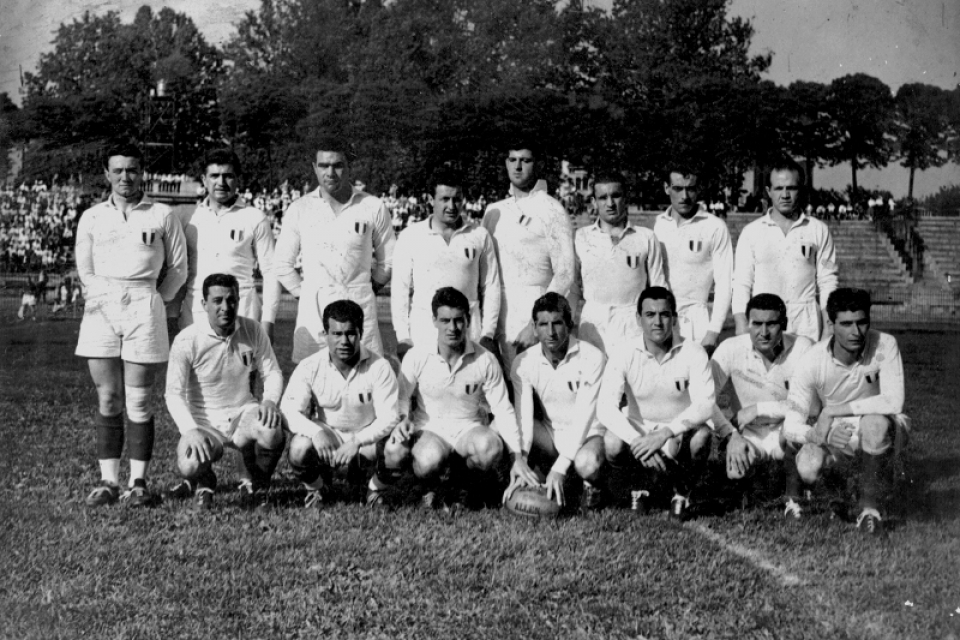
Photo d'équipe des Italiens avant le coup d'envoi de la finale.

- Italie : 1 essai de Percudani (36e), 1 transformation de Turcato (36e), 1 pénalité de Cecchetto-Milani (42e)
- France : 3 essais de Rogé (18e), Biénès (75e), Basquet (77e), 2 pénalités de Prat (50e, 72e)

Évolution du score :
Arbitre : M. Priest 
| Italie Titulaires · (L'Aquila Rugby) (cap.) Silvano Tartaglini 15 · (Rugby Rovigo) Pietro Stievano 14 · (Rugby Rome) Paolo Rosi 13 · (Rugby Parme) Emilio Andina 12 · (Amatori Rugby Milan) Enzo Gerosa 11 · (Rugby Rovigo) Riccardo Santopadre 10 · (Rugby Rovigo) Aldo Cecchetto-Milani 09 · 36e (Rugby Parme) Mario Percudani 08 · (Rugby Parme) Gianni Aiolfi 07 · (Rugby Parme) Primo Masci 06 · (Rugby Rome) Leonardo Riccioni 05 · (Rugby Rome) Paolo Dari 04 · (Rugby Parme) Giorgio Fornari 03 · (Rugby Parme) Gennaro Mancini 02 · (Rugby Rovigo) Luciano Turcato 01 · Remplaçants Entraîneurs · Renzo Maffioli · Julien Saby |  | France Titulaires · 15 Pierre Guilleux (SU Agen) · 14 Georges Brun (CS Vienne) · 13 Roger Martine (FC Lourdes) · 12 Jacques Mauran (Stade toulousain) · 11 Lucien Rogé (AS Béziers) 18e · 10 Michel Lecointre (Stade nantais UC) · 09 Paul Lasaosa (US Dax) · 08 Guy Basquet (cap.) (SU Agen) 77e · 07 Jean-Roger Bourdeu (FC Lourdes) · 06 Jean Prat (FC Lourdes) · 05 Bernard Chevallier (AS Montferrand) · 04 Lucien Mias (RC Narbonne) · 03 André Sanac (USAP) · 02 Paul Labadie (Aviron bayonnais) · 01 René Biénès (US Cognac) 75e · Remplaçants Entraîneur · X · X |